# Папуз-Гора
Папуз-Гора (рос. Папуз-Гора) — присілок в Базарносизганському районі Ульяновської області Російської Федерації.
Населення становить 59 осіб. Входить до складу муніципального утворення Папузинське сільське поселення.

## Історія
Від 2004 року входить до складу муніципального утворення Папузинське сільське поселення.

## Населення
| 2010 |
| ---- |
| 59   |